# Solsvik
Solsvik (eller Sollsvika) är en tidigare tätort i Øygardens kommun i Vestland fylke i västra Norge. Orten ligger vid fylkesväg 5244, vid sidan av fylkesväg 561, på den norra delen av ön Sotra.
Sedan 2013 räknas bebyggelsen i orten som en del av tätorten Ågotnes.
Tidigare har orten tillhört dåvarande Fjells kommun.